# Pointe des Perris Blancs
Pointe des Perris Blancs är en bergstopp i Schweiz. Den ligger i distriktet Aigle och kantonen Vaud, i den sydvästra delen av landet, 90 km söder om huvudstaden Bern. Toppen på Pointe des Perris Blancs är 2 577 meter över havet.